# نماد دلار
نماد دلار یا نماد پزو نمادی است که در سراسر جهان به عنوان نماد دلار استفاده می‌شود و حتی گاهی به عنوان نماد پول نیز مورد استفاده قرار می‌گیرد.
این نماد از سال ۱۷۷۰ میلادی در آمریکا، بریتانیا و مکزیک استفاده می‌شود
نماد "$" در یونی‌کد U+0024 است و در زبان‌های برنامه‌نویسی مانند پی‌اچ‌پی کاربرد دارد.

## تاریخچه
علامت $ برای دلار آمریکا و بسیاری از کشورهای دیگر استفاده می‌شود. در قرن ۱۸ میلادی ps برای پزو استفاده می‌شد و به مرور دو حرف s و p به هم چسبیده شده و علامت $ را تشکیل دادند. اس با خط عمودی «$» که علامت بین‌المللی دلار است نیز از اسپانیایی‌ها اقتباس شده که پول خود را با علامت P (پی) مشخص می‌کردند و این "P" در آمریکای شمالی به تدریج و در جریان نوشتن به شکل «$» درآمد.

توسعه علامت دلار، طبق بهترین فرضیه مستند (بالا) و یک فرضیه جایگزین (پایین)

## در برنامه‌نویسی
این علامت در زبان‌های برنامه‌نویسی به‌طور گسترده‌ای مورد استفاده قرار گرفته‌است. در زبان‌های شبیه بیسیک، پاسکال و پی‌اچ‌پی به عنوان تعریف متغیر استفاده می‌شود.